# Nombre 174
El nombre 174 (CLXXIV) és el nombre natural que segueix el nombre 173 i precedeix el nombre 175.
La seva representació binària és 10101110, la representació octal 256 i l'hexadecimal AE.
La seva factorització en nombres primers és 2×3×29; altres factoritzacions són 1×174 = 2×87 = 3×58 = 6×29; és un nombre 3-gairebé primer: 3 × 2 × 29 = 174.